# Bazilika sv. Nikole (Amsterdam)
Konkatedralna bazilika svetog Nikole (nizozemski: Co-kathedrale Basiliek van de Heilige Nicolaas) nalazi se u starom centru Amsterdama u Nizozemskoj, vrlo blizu glavnog željezničkog kolodvora. Sveti Nikola je zaštitnik crkve i grada Amsterdama. Bazilika je glavna rimokatolička crkva u gradu.

## Pozadina
Crkva je izgrađena na prethodno urbaniziraom mjestu, što zahtijeva usvajanje osi sjeverozapad-jugoistok, umjesto standardne osi istok-zapad. Nalazi se između ulice Prins Hendrikkade i kanala Oudezijds Kolk i zidom je povezana sa susjednim zgradama.
Kada je izgrađena, crkva se zvala Sv. Nikola unutar zidina, tj. unutar gradskih zidina Amsterdama, najstarijeg dijela obrambenih radova Amsterdama. Arhitekt Adrianus Bleijs (1842.-1912.) projektirao je crkvu na temelju kombinacije nekoliko stilova preporoda: najistaknutiji su neobarok i neorenesansa. Izgradnja je završena 1887. godine.
U prosincu 2021. godine, bazilika je primila relikviju Sv. Nikole iz opatije Egmond. Navodno je riječ o ulomku svečeva rebra, a kost se čuvala u opatiji od 1087. godine.

## Status bazilike
U 125. godini svog postojanja, crkva sv. Nikole uzdignuta je u "baziliku minor". To se formalno dogodilo 8. prosinca 2012. Prigoda je obilježena tijekom slavlja svečane Večernje, a prisustvovali su crkveni i svjetovni dužnosnici, uključujući mons. A. Dupuya, apostolskog nuncija u Nizozemskoj, koji je službeno proglasio promjenu statusa kongregacije.

## Konkatedrala
1. veljače 2025. papa Franjo uzdigao je baziliku na razinu konkatedrale biskupije Haarlem-Amsterdam. 8. ožujka 2025. biskup Jan Hendriks  zauzeo je svečano sjedište tijekom papinske mise . Sjedalo je poznato kao "sjedalo s grifonima" i osmišljeno je 1853. kao prvo službeno sjedište biskupije nakon završetka 270 godina protestantskog ugnjetavanja i diskriminacije katolika.